# Kristin Eide
Kristin Eide (født 4. september 1966[kilde mangler]) er en norsk tidligere håndboldspiller. Hun spillede 33 kampe og scorede 36 mål for Norges håndboldlandshold mellem 1984 og 1989. Hun vandt en bronzemedalje under VM 1986.